# До критики політичної економії
«До критики політичної економії» (нім. Zur Kritik der politischen Ökonomie) — книжка німецького філософа й економіста Карла Маркса (1818-1883). Книга стала своєрідним підсумком економічних досліджень Маркса в 1850-1858 й ознаменувала революційний переворот у політичній економії.

## Зміст твору
У передмові до «До критики політичної економії» Маркс дав класичну характеристику матеріалістичного розуміння історії. Він зазначив, що в суспільному виробництві люди вступають у певні виробничі відносини, що не залежать від їхньої волі, що вони відповідають певному щаблю розвитку продукційних сил. «В суспільнім творенню свого життя люде входять у певні, неминучі, од їхньої волі незалежні відносини, в продукційні відносини, що відповідають певному ступневі розвитку їхніх матеріяльних продукційних сил. Сукупність цих продукційних відносин творить економічну структуру суспільства, реальну базу, на якій підноситься юридична й політична надбудова і якій відповідають певні суспільні форми свідомости. Спосіб продукції матеріяльного життя зумовлює соціальний, політичний і духовний процес життя взагалі. Не свідомість людей зумовлює їхнє буття, а навпаки — їхнє буття зумовлює їхню свідомість. На певнім ступні свого розвитку матеріяльні продукційні сили суспільства стають у суперечність до сучасних їм продукційних відносин, або, вживаючи для цього юридичного вислову, до відносин власности, серед яких вони досі рухалися. З форм розвитку /40/ продукційних сил ці відносини обертаються в пута на нього. Тоді заходить епоха соціяльної революції». Буржуазні виробничі відносини є останньою антаґоністичною формою суспільного процесу продукції. Але разом з тим продукційні сили, що розвиваються у надрах буржуазного суспільства, створюють матеріяльні умови для розв’язання цього антаґонізму. Тим то буржуазною «суспільною формацією кінчається передісторія людського суспільства». Маючи на увазі насамперед капіталізм, Маркс писав, що «ні одна суспільна формація ніколи не гине доти, доки не розвинуто всіх тих продуктивних сил, для яких вона дає досить простору».
У цьому творі Маркс заклав основи аналізу капіталістичного способу виробництва. Дослідження товарної клітинки капіталізму та її подальшого розвитку у вигляді грошей Маркс розглядав як передумову для аналізу капіталу та додаткової вартості, всієї сукупності виробничих відносин капіталізму.
Аналіз двох боків товару — споживчої вартості та вартості — вимагав розгляду подвійного характеру праці, що створює товар. Маркс показав, що однією з характерних особливостей праці в умовах приватної власності є те, що суспільні відносини між людьми представляються як відносини речей. Вартість виступає як відношення між товаровласниками, завуальоване речовою оболонкою.
У «До критики…» Маркс ще не простежує розвиток форм вартості — від простої до грошової. Як вартість, так і мінова вартість він виражає одним і тим самим терміном «мінова вартість». Тут відсутній також аналіз двох полюсів вираження вартості — відносної форми вартості та еквівалентної. Проте матеріал з теорії грошей, що міститься у «До критики…», ширший за відповідні розділи найбільшого з опублікованих за життя Марксових творів — 1-го тому «Капіталу». Маркс показав, що гроші породжує їх обіг. У ролі грошей починає функціонувати особливий товар, що його природні властивості дозволяють саме йому служити адекватним буттям вартості, виступати в процесі обміну між приватними товаровиробниками як втілення суспільної праці. Золото та срібло виступають як гроші та мають вартість не тому, що вони виконують певну суспільну функцію, а тому, що вони є продуктами праці. Гроші є найрозвиненішим вираженням вартості, результатом розвитку закладеної в товарі суперечності між конкретною й абстрактною працею, між споживною вартістю і вартістю. У цій формі приватна праця виступає як праця суспільна.
Проаналізувавши різні функції грошей (міра вартості, засіб циркуляції, засіб утворення скарбу, засіб платежу, світові гроші), Маркс показав, що всі ці функції розвиваються разом з розвитком капіталістичного способу виробництва. Так, функція грошей як платіжного засобу з розвитком буржуазного виробництва розширюється за рахунок їх функції як купівельного засобу (засобу циркуляції), а з руйнуванням кордонів внутрішнього обігу, з постанням світового ринку гроші чимраз більше грають ролю світових грошей, загального засобу обміну. Маркс сформулював закон, що визначає кількість грошей, необхідних для нормальної циркуляції, виявляє залежність маси грошей, що обертається, від цін товарів, від швидкости їх циркуляції та від суми платежів, що взаємно погашаються.
У «До критики…» Маркс завершив критичну аналізу буржуазної утопічної теорій «робітних грошей», що її розробляли Дж. Ґрей, Дж. Ф. Брей та инші анґлійські соціялісти, а також П. Ж. Прудон і його послідовники. Маркс показав, що вже форма грошей містить абстрактну можливість кризи. Щоб ця можливість перетворилася на дійсність, необхідний перехід від простого товарного виробництва до капіталістичного. З цим переходом протиріччя між приватною та суспільною працею, що містяться у товарі, переростає у розвиненішу форму — у протиріччя між суспільним характером виробництва та приватно-капіталістичним способом привласнення. Тільки в умовах капіталістичного способу виробництва абстрактна можливість криз переходить у дійсність. Так, вперше у зрілій формі економічно обґрунтовується необхідність боротьби проти буржуазії та основ капіталістичного ладу як ладу кризового.

## Історія написання і видання
У серпні 1857 Маркс розпочав систематизацію матеріалу та написання великого економічного твору. Перший план цього твору Маркс склав у серпні—вересні 1857. Протягом наступних кількох місяців Маркс деталізує свій план і в квітні 1858 вирішує, що вся праця складатиметься з шести книг. Першу книгу він намічав присвятити дослідженню капіталу, причому автор збирався перед викладом проблєм капіталу вставити кілька вступних глав; другу книгу — земельній власності, третю — дослідженню найманої праці, четверту — державі, п'яту — міжнародній торгівлі, а шосту — світовому ринку. Передбачалось, що перша книга включатиме чотири відділи, причому до першого, названого Марксом «Капітал взагалі», увійдуть три глави: 1) вартість, 2) гроші і 3) капітал.
Працюючи над першою книгою, себто над книгою «Про капітал» , Маркс з серпня 1857 по червень 1858 написав рукопис обсягом близько 50 друкованих аркушів, виданий пізніше, після смерти автора, німецькою мовою під назвою «Grundrisse der Kritik der politischen Oekonomie (Rohentwurf)» («Основні начерти критики політичної економії (чернетка)»). У цьому рукописі, що містить загальний вступ, розділ про гроші та значно більший розділ про капітал, Маркс виклав перші результати своїх багаторічних економічних досліджень, у тому числі основні положення своєї теорії додаткової вартости. Рукопис 1857-1858 рр. є, по суті, початковим незавершеним варіантом першої частини задуманого тоді ж Марксом фундаментального економічного твору.
На початку 1858 Маркс вирішує розпочати видання своєї праці окремими випусками. Уклавши попередній договір з берлінським видавцем Францом Дункером, він працює над першим випуском. Протягом серпня 1858 — січня 1859 Маркс переробив главу про гроші, написав главу про товар, відредагувавши остаточний текст цього рукопису і, давши його назву «До критики політичної економії», 26 січня 1859 відправив до видавця у Берлін. Замість запланованих 5-6 друкованих аркушів перший випуск розрісся до 12 друкованих аркушів і вмістив уже не три розділи, як передбачав план, а лише два — «Товар» і «Гроші або проста циркуляція». У лютому 1859 Маркс відправив до видавця і передмову. У червні 1859 твір «До критики...» вийшов друком.
Слідом за першим випуском Маркс мав намір опублікувати другий випуск, що мав звернутися до проблеми капіталу. Подальші дослідження, одначе, спонукали Маркса змінити початковий план своєї великої праці. План з шести книг змінився планом чотирьох томів «Капіталу». Тому замість другого та наступних випусків Маркс підготував «Капітал», що до нього включив у переробленому вигляді також деякі основні положення книги «До критики політичної економії».
За життя Маркса книга «До критики політичної економії» не перевидавалася. Виняток становила передмова, що її у скороченому вигляді було опубліковано 4 червня 1859 також у лондонській німецькій газеті «Das Volk» («Народ»). Уривок з другого розділу книги, присвячений критиці утопічної теорії «робітних грошей», Енґельс включав як доповнення до німецькі видання 1885 і 1892 рр. Марксового твору «Злидні філософії».

## Видання українською
Перший український переклад надрукувало українсько-американське видавництво «Космос», створене членами Комуністичної партії Західної України, 1923 року. З 9-го німецького видання переклав Микола Порш за редакції Євгена Касяненка.

## Відомі цитати з твору
|  | Спосіб продукції матеріяльного життя зумовлює соціяльний, політичний і духовний процес життя взагалі. Не свідомість людей зумовлює їхнє буття, а навпаки — їхнє буття зумовлює їхню свідомість. |

|  | Як не можна судити про те, чим є індивід, з того, що він сам про себе думає, так само не можна судити й про якусь епоху перевороту на підставі її свідомости... |

|  | Ні одна суспільна формація ніколи не гине доти, доки не розвинуто всіх тих продуктивних сил, для яких вона дає досить простору, а нові вищі продукційні відносини ніколи не заступають її місця, доки не народяться в лоні самого старого суспільства матеріяльні умови для їхнього існування. |